# Aeroporto Internacional Juan Manuel Gálvez
O Aeroporto Internacional Juan Manuel Gálvez, também conhecido como Aeroporto Internacional de Roatán é um aeroporto de Honduras, localizado na cidade de Roatán, departamento de Islas de la Bahía. É um dos poucos aeroportos da América Central que recebe voos europeus.
Recebe o nome de Juan Manuel Gálvez, presidente de Honduras no período de 1949 a 1954. É administrado pela InterAirports.

## Linhas Aéreas e Destinos
| Linhas Aéreas        | Destinos                                                       |
| -------------------- | -------------------------------------------------------------- |
| Aerolíneas Sosa      | La Ceiba, Tegucigalpa, San Pedro Sula                          |
| CM Airlines          | La Ceiba, Tegucigalpa, San Pedro Sula                          |
| United Airlines      | Denver (Encerra em agosto de 2025), Houston                    |
| Delta Air Lines      | Atlanta                                                        |
| American Airlines    | Dallas, Miami                                                  |
| Sun Country Airlines | Minneapolis (De dezembro a abril)                              |
| TAG Airlines         | San Salvador (Encerra em janeiro de 2026), Cidade da Guatemala |
| WestJet              | Toronto (De dezembro a maio), Montreal (De dezembro a março)   |
| Tropic Air           | Cidade de Belize (Encerra em abril de 2026)                    |

## Acidentes e incidentes

### Voo Aerolínea Lanhsa 018
Em 17 de março de 2025, um BAe Jetstream 32, de matrícula HR-AYW operado pela empresa aérea Lanhsa Airlines, caiu no mar do Caribe logo após decolar do Aeroporto Internacional de Roatán, matando 12 dos 17 ocupantes a bordo e destruindo a aeronave.